# Nomada maculicornis
Nomada maculicornis är en biart som beskrevs av Pérez 1884. Nomada maculicornis ingår i släktet gökbin, och familjen långtungebin. Inga underarter finns listade i Catalogue of Life.